# Jacques Hartog
Jacques Hartog   (Zaltbommel, 23 d'octubre de 1837 - Amsterdam, 3 d'octubre de 1917) fou un compositor i musicòleg holandès.
Estudià a Colònia, on fou deixeble de Hiller, i el 1886 assolí la plaça de professor d'història de la Música del Conservatori d'Amsterdam, que desenvolupà fins al 1913. També va ser professor de la Universitat d'aquella capital i director de la Tonkünslerveiren.
Va publicar les obres següents:
- Grootmeesters der Toonkunst; Beethoven (1904);
- Mozart en zijne werken (1904);
- Joseph Haydn (1905);
- Mendelssohn (1909;
- R. Schumann (1910);
- J. S. Bach (1911);
- Richard Wagner (1913).

També va compondre diverses obres per a orquestra.